# CLAMP

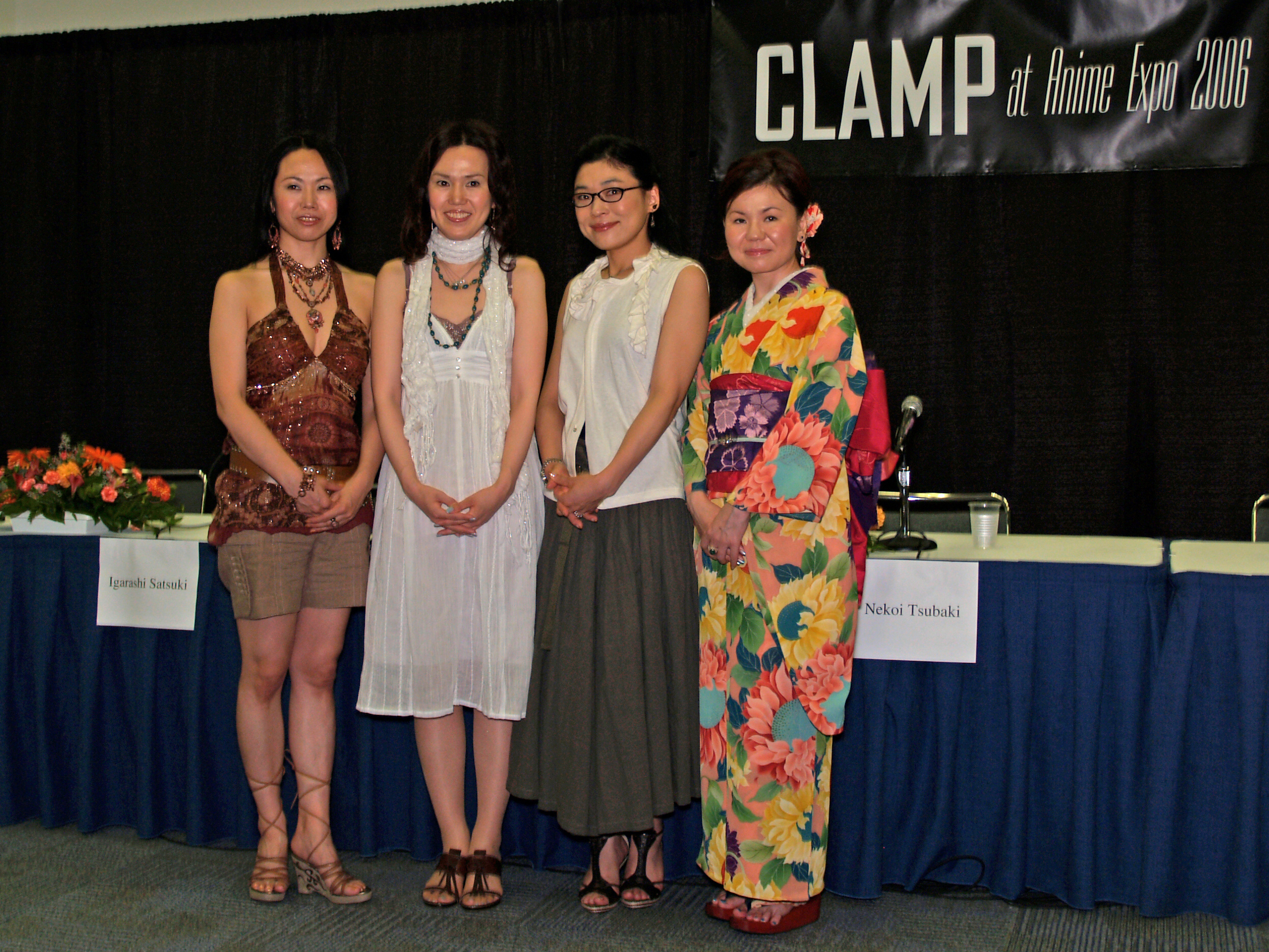
CLAMP на Anime Expo 2006

Clamp — один із найвідоміших японських художніх колективів. Група складається з чотирьох японських манґак: Нанасе Окава, Мокона, Некоі Цубакі, Іґарасі Сацукі. Ці жінки відомі лише під вищезгаданими псевдонімами. Найвідоміші роботи: Cardcaptor Sakura, Chobits, Tsubasa: Reservoir Chronicle, xxxHolic. 

## Історія
Clamp почав своє існування в 1989 році. Вже тоді це був жіночий колектив, що на той час складалась з 10 манґак. Їх першими творами були додзінсі. Перший дебют «офіційної» манґи, а не коротенької історії відбувся в 1989. Цей крок був для багатьох занадто сміливим тож за кілька років в команді залишилися лише 4 учасниці, які працюють разом досі. Початок роботи був відзначений складними, довгими історіями такими як X/1999 та Токіо Вавилон. 
Clamp працює в різних жанрах, від манги для дітей і комедії до драми. При написанні нових робіт в них часто додавали персонажів із більш рангових робіт, тому творчість групи отримала назву «Всесвіт CLAMP». 

## Теми
Творчість групи CLAMP охоплює широкий спектр тем. Однією з них є тема долі людини, яка розкривається відповідно до поглядів Нанасе Окави на життя; вона вважає, що доля «є те, що людина вибирає сам», а не «містична сила, керуюча людиною» . Також має місце тема спорідненої душі (інакше кажучи, незрозумілий зв'язок між двома людьми). Незважаючи на те, що CLAMP зазвичай пише романтичні твори, любов не є центральною темою, так як, за визнанням Нанасе Окави, вона «не дуже хороша в написанні любовних історій». 

## Праці
- RG Veda (聖伝 Seiden~RG Veda, 1989–1996, закінчено: 10 або 7 книг)
- Tokyo Babylon (東京BABYLON Tōkyō Babylon, 1990–1993, закінчено: 7 або 5 книг)
- X (エックス, 1992—2002, до цього часу лише 18 книги)
- Wish (1995–1998, закінчено: 4 книг)
- Clover (1997—1998, до цього часу лише 4 книги)
- Angelic Layer (1999—2001 закінчено 5 книг)
- Chobits (ちょびっツ Chobittsu 2000—2002, закінчено: 8 книг)
- Lawful Drug (合法ドラッグ Gōhō Doraggu, 2001—2003, до цього часу лишег 3 книги)
- Tsubasa — Reservoir Chronicle (ツバサ RESERVoir CHRoNiCLE, 2003 закінчено: 28 книг)
- xxxHOLIC (x x x ホリック, 2003 до цього часу лише 19 книг)
- Kobato. (こばと, 2004 закінчено: 6 книг)
- Code Geass (コードギアス 反逆のルルーシュ kōdogiasu hangyaku no rurūshu, закінчено)
- Code Geass – Hangyaku no Lelouch R2 (закінчено)

## Учасники
Нанасе Окава (яп. 大川七瀬 ромадзі Nanase Ohkawa) раніше Аґеха Окава (яп. 大川 緋芭 ромадзі Ageha Ohkawa) — народилася 2 травня 1967 року в Осаці. Лідер групи, вона не малює мангу, але вигадує нові історії для нових робіт та пише тексти. Також саме вона спілкується з редакторами та часом пише тексти (репліки) до аніме-екранізацій робіт групи. 
Мокона (яп. もこな ромаджі Mokona) раніше Мокона Апапа (яп. もこなあぱぱ ромадзі Mokona Apapa) — народилася 1 червня 1968 року в Кіото. Була головною малювальницею Clamp. Її багатий на деталі стиль є фірмовим знаком CLAMPy. Саме вона намалювала головні манги групи.
Некоі Цубакі (яп. 猫井　椿 ромадзі Nekoi Tsubaki) раніше Некоі Міку (яп. 猫井みっく ромаджі Nekoi Mikku) — народилася 21 січня 1969 року в Кіото. Початково була помічницею Мокони і малювала лише загальний фон, а зараз є головною художницею CLAMPy. Саме вона намалювала xxxHolic.
Іґарасі Сацукі (яп. いがらし寒月 раніше яп. 五十嵐さつき читається однаково незважаючи на різне написання, ромадзі Igarashi Satsuki) — народилася 8 лютого 1969 року в Кіото.